# Cavalló
El cavalló o crestall és un amuntegament artificial de terra que segueix una línia amb intenció de separar làmines d'aigua, de conduir corrents d'aigua o d'aturar-les.
La construcció de cavallons es fa servir en diverses pràctiques de regadiu tradicional. Segons l'objectiu desitjat per l'agricultor, els cavallons tindran una separació específica, una alçada, amplada i llargada. Els objectius hom poden resumir en els següents casos:
- Separació de taules de rec, o unitats superficials que reben una dosi de rec per inundació.
- Separació de cultius amb necessitats hídriques diferents, per evitar excés d'irrigació.
- Creació d'ondulacions amb cavallons i solcs per regar en línies, tot controlant el cabal i la durada del corrent d'aigua.
- Encerclament de la soca d'arbres per evitar el contacte directe d'aquesta amb l'aigua.
- Protecció de sembrats hortícoles davant dels corrents de vent, sobre tot si és fred.

## Eines per aconseguir cavallons.
Les eines manuals, quan les circumstàncies ho permeten són substituïdes per arades, arrossegades per força animal o motriu. Les eines manuals són aixades, aixadells i llegons.